# Feu d'artifice (film)
Pour les articles homonymes, voir Feuerwerk et Feu d'artifice (homonymie).
Feu d’artifice (en allemand Feuerwerk) est un film musical allemand de Kurt Hoffmann d’après Das Feuerwerk, comédie musicale d’Erik Charell et Jürg Amstein. Les premières présentations eurent lieu le 16 septembre 1954 à Düsseldorf (Apollo) et le 17 septembre à Berlin et Francfort.

## Synopsis
En 1910, un cirque itinérant s’arrête dans une petite ville. Le directeur a pour pseudonyme Sacha Obolski. C’est le frère, disparu vingt ans auparavant, d’un fabricant de nains de jardin, Albert Oberholzer, habitant la ville. De son vrai nom Alexander Oberholzer, il est revenu pour fêter l’anniversaire de son frère. Les petits-bourgeois déconcertés font la connaissance de sa ravissante épouse Iduna, qui chante une chanson en hommage à son père, un clown célèbre. Elle fait tourner la tête aux beaux-frères qui sont d’honnêtes maris, ce qui ne manque pas de créer des conflits.

Anna, la fille aînée, est fascinée par le cirque et par son directeur. Même si elle est amoureuse de Robert, le jardinier, elle s’enfuit de la maison pour suivre le cirque. Iduna, soupçonneuse, remarque le rapprochement entre Anna et son mari. Elle ne sait plus quoi penser et se voit déjà, elle, l’écuyère téméraire, entraînée, comme dans un cauchemar, dans de dangereuses situations.
Finalement, tout est bien qui finit bien et le cirque donne une ultime et brillante représentation. Le cirque s’en va et, tout à la fin, la famille perd un de ses membres, l’oncle Gustave, qui a décidé de rejoindre le cirque.

## Fiche technique
- Titre : Feu d’artifice
- Titre original : Feuerwerk
- Réalisation : Kurt Hoffmann
- Scénario : Herbert Witt, Felix Lützkendorf, Günter Neumann d’après la comédie d’Erik Charell et Jürg Amstein
- Production : Neue deutsche Filmgesellschaft (Harald Braun)
- Musique : Paul Burkhard, Franz Grothe, chansons de Jürg Amstein et Robert Gilbert
- Photographie : Günther Anders
- Montage : Claus von Boro
- Décors : Werner Schlichting
- Date de sortie : 1954
- Genre : Film musical
- Durée : 98 minutes
- Version française : Les Nouvelles Productions Cinématographiques, sous la direction de Paul Clement
- Affiches : Marcel Jeanne (France)

## Distribution
- Lilli Palmer (V.F : Jacqueline Porel) : Iduna
- Karl Schönböck  (V.F : Roger Treville) : Alexandre Oberholzer
- Romy Schneider  (V.F : Linette Lemercier) : Anna Oberholzer
- Claus Biederstaedt  (V.F : Michel Roux) : Robert
- Werner Hinz  (V.F : Richard Francoeur) : Albert Oberholzer
- Rudolf Vogel : Onkel Gustav
- Margarete Haagen  (V.F : Mag-Avril) : Kathi
- Ernst Waldow : Oncle Wilhelm
- Liesl Karlstadt : Tante Berta
- Käthe Haack : Karoline Oberholzer
- Lina Carstens  (V.F : Cecile Dylma) : Tante Pauline
- Michl Lang : OncleFritz
- Tatjana Sais : Madame Sperling
- Willy Reichert : le chef de gare
- Hans Clarin : un membre du cirque
- Michael Cramer : son collègue
- Christiane Maybach : Jasmine
- avec le Grand Cirque Gebrüder Belli

## Autour du film
La comédie musicale Feu d’artifice d'Eric Charell et Jürg Amstein est créée en 1950 à Munich et remporte un grand succès grâce, entre autres, à la chanson Oh ! Mon papa. Charell choisit, dans le rôle d’Iduna, Lilli Palmer pour son retour en Allemagne et lui confie le rôle-titre, en tant que coproducteur, dans l’adaptation cinématographique.
Le film lui-même est haut en couleur et possède un rythme inhabituel pour les productions allemandes de l’époque. Lilli Palmer a été propulsée au rang de star par Feu d’artifice. Les prestations de chant et de danse de Romy Schneider, alors peu connue, sont, elles aussi, remarquables. Peter Rühmann, le fils de Heinz Rühmann, le petit lanceur de pétards, a fait sa seule et unique apparition à l’écran dans le rôle du petit frère.

## Récompense
Prix du Festival du film de Punta del Este, Uruguay (14 – 31 janvier 1955).

## Critiques
- « Un cirque itinérant apporte émoi et bouleversement dans la vie compassée des habitants d’une petite ville en 1900. Après le succès d’Erik Charell sur les planches avec la musique entraînante et sensible de Paul Burkhard, c’est un distrayant et délicieux film de divertissement qui est produit. Pour la jeune Romy schneider et Lilli Palmer, l’exilée, c’est le début d’une carrière cinématographique en Allemagne... » (Filmdienst)[1].
- « Avec Feu d’artifice, actuellement en tête de sa production, la West-Deutschlands Filmproduktion a réalisé une des meilleures comédies musicales de l’après-guerre » (Variety)[2].